# Drag Race Italia (prima edizione)
La prima edizione di Drag Race Italia è andata in streaming in Italia dal 19 novembre al 23 dicembre 2021 sulla piattaforma Discovery+, e in onda su Real Time in chiaro dal 9 gennaio al 13 febbraio 2022.
Il 29 ottobre 2021 sono state annunciate le otto concorrenti, provenienti da diverse parti d'Italia, in competizione per ottenere il titolo di Italia's Next Drag Superstar.
Elecktra Bionic, vincitrice dell'edizione, ha guadagnato come premio il titolo di Brand Ambassador per MAC Cosmetics per un anno, una corona e uno scettro di Aster LAB.

## Concorrenti
Le otto concorrenti che prendono parte al reality show sono:
| Concorrente      | Vero nome          | Età | Città                    | Posizionamento |
| ---------------- | ------------------ | --- | ------------------------ | -------------- |
| Elecktra Bionic  | Mattia Di Renzo    | 27  | Torino – Piemonte        | Vincitrice     |
| Farida Kant      | Riccardo Occhilupo | 33  | Lecce – Puglia           | Finaliste      |
| Le Riche         | Alberto Riccobono  | 35  | Palermo – Sicilia        | Finaliste      |
| Luquisha Lubamba | Luca Marchi        | 33  | Bologna – Emilia-Romagna | 4º posto       |
| Ava Hangar       | Riccardo Massidda  | 36  | Carbonia – Sardegna      | 5º posto       |
| Divinity         | Maurizio Borgato   | 27  | Napoli – Campania        | 6º posto       |
| Enorma Jean      | Davide Gatto       | 46  | Milano – Lombardia       | 7º posto       |
| Ivana Vamp       | Daniele Alì        | 32  | Arezzo – Toscana         | 8º posto       |

## Tabella eliminazioni
| Ordine | Episodi  | Episodi  | Episodi  | Episodi  | Episodi  | Episodi          |
| Ordine | 1        | 2        | 3        | 4        | 5        | 6                |
| ------ | -------- | -------- | -------- | -------- | -------- | ---------------- |
| 1      | Farida   | Enorma   | Divinity | Riche    | Farida   | Elecktra Bionic  |
| 2      | Ivana    | Divinity | Luquisha | Luquisha | Elecktra | Farida Kant      |
| 3      | Riche    | Ava      | Elecktra | Farida   | Riche    | Le Riche         |
| 4      | Enorma   | Elecktra | Farida   | Elecktra | Luquisha | Luquisha Lubamba |
| 5      | Elecktra | Farida   | Enorma   | Ava      | Ava      |                  |
| 6      | Ava      | Luquisha | Ava      | Divinity |          |                  |
| 7      | Divinity | Riche    | Riche    | Enorma   |          |                  |
| 8      | Luquisha | Ivana    |          |          |          |                  |

     La concorrente ha vinto la gara
      La concorrente è arrivata in finale ma non ha vinto la gara
     La concorrente è arrivata in finale, ma è stata eliminata
     La concorrente ha vinto la puntata
     La concorrente figura tra le prime, ma non ha vinto la puntata
     La concorrente è salva ed accede alla puntata successiva (l'ordine di chiamata è casuale)
     La concorrente figura tra le ultime, ma non è a rischio eliminazione
     La concorrente figura tra le ultime, ed è a rischio eliminazione
     La concorrente è stata eliminata
     La concorrente è stata squalificata in seguito ad un playback per motivi disciplinari

## Giudici
- Priscilla
- Chiara Francini
- Tommaso Zorzi

### Giudici ospiti
- Cristina D'Avena
- Gianmarco Saurino
- Fabio Mollo
- Vladimir Luxuria
- Nick Cerioni
- Donatella Rettore
- Giancarlo Commare
- Enzo Miccio
- Coco Rebecca Edogamhe
- Ambra Angiolini

## Special Guest
- Tiziano Ferro
- Andrea Attila Felice
- Stefano Magnanensi
- Michele Magani
- Vincenzo De Lucia
- Tommaso Stanzani
- Michelle Visage
- RuPaul

## Riassunto episodi

### Episodio 1 -Ciao Italia!
Il primo episodio della prima edizione italiana si apre con le concorrenti che entrano nell'atelier. La prima a entrare è Divinity, l'ultima è Elecktra Bionic. Chiara Francini, Priscilla e Tommaso Zorzi fanno il loro ingresso annunciando l'inizio di una nuova edizione e dando il benvenuto alle concorrenti.
- La mini sfida: le concorrenti devono posare per un servizio fotografico ambientato in una scenografia a tema Venezia su una gondola, mentre devono resistere ad una tempesta generata da un ventilatore. La vincitrice della mini sfida è Elecktra Bionic.
- La sfida principale: le concorrenti devono realizzare un outfit usando i materiali e tessuti che troveranno in un "baule della nonna", con oggetti e simboli che rappresentano i vari aspetti dell'Italia. Avendo vinto la mini sfida, Elecktra ha quindici secondi extra per dare un'occhiata per scegliere il proprio baule e poi assegnare i restanti alle altre concorrenti. Priscilla e Tommaso Zorzi fanno il loro ritorno nell'atelier offrendo alle concorrenti consigli su come eccellere nella sfida di moda.

| Concorrente      | Baule della Nonna |
| ---------------- | ----------------- |
| Ava Hangar       | Nonna Silvana     |
| Divinity         | Nonna Anna        |
| Elecktra Bionic  | Nonna Sofia       |
| Enorma Jean      | Nonna Claudia     |
| Ivana Vamp       | Nonna Virna       |
| Le Riche         | Nonna Monica      |
| Luquisha Lubamba | Nonna Alida       |

Giudice ospite della puntata è Cristina D'Avena. Il tema della sfilata è Italian Style, dove le concorrenti devono presentare l'abito appena creato. Priscilla dichiara Riche, Enorma, Elecktra e Ava salve, e lascia le altre concorrenti sul palco per le critiche. Luquisha Lubamba e Divinity sono le peggiori, mentre Farida Kant è la migliore della puntata.
- L'eliminazione: Luquisha Lubamba e Divinity vengono chiamate ad esibirsi con la canzone Occhi di gatto di Cristina D'Avena. Divinity si salva, ma Priscilla decide di non voler fare eliminazioni per festeggiare la prima puntata. Quindi anche Luquisha Lubamba viene dichiarata salva.

### Episodio 2 -Grandi Dive
Il secondo episodio si apre con le concorrenti che rientrano nell'atelier dopo la mancata eliminazione, con Luquisha grata di avere ancora una possibilità per dimostrare le sue qualità. Intanto iniziano alcuni dissapori per commenti tra Enorma e le altre concorrenti.
- La mini sfida: le concorrenti vestite con dei look da carnevale prendono parte ad una gara di limbo. La vincitrice della mini sfida è Ava Hangar.
- La sfida principale: le concorrenti devono ideare, realizzare e produrre uno spot commerciale per promuovere un prodotto che rappresenti loro stesse. Avendo vinto la mini sfida, Ava può scegliere il proprio prodotto da una scatola trasparente per prima e decidere l'ordine di pesca delle altre concorrenti. L'ultima a pescare è Enorma Jean tuttavia, non essendoci più prodotti disponibili, gli viene chiesto di creare uno spot pubblicitario sul nulla. Dopo aver scritto il copione, le concorrenti raggiungono Chiara Francini e Fabio Mollo, che le aiuteranno a produrre gli spot nel ruolo di registi. Durante la registrazione degli spot, Le Riche e Ivana hanno molte difficoltà con l'organizzazione generale, mentre Enorma riceve complimenti per le sue doti attoriali. Il giorno successivo, Tommaso Zorzi fa il suo ingresso nell'atelier offrendo alle concorrenti consigli su come eccellere nel tema sfilata, tributo alle "dive".

| Concorrente      | Prodotto realizzato | Diva del tributo |
| ---------------- | ------------------- | ---------------- |
| Ava Hangar       | Telefosì            | Moira Orfei      |
| Divinity         | Bacchetta Magica    | Beyoncé          |
| Elecktra Bionic  | Dreaming Caps       | Dita von Teese   |
| Enorma Jean      | Nulla               | Sophia Loren     |
| Farida Kant      | Kit Free the Cunt   | Lady Gaga        |
| Ivana Vamp       | Libertà             | Maria Callas     |
| Le Riche         | Apperò Che Cozza!   | Kim Kardashian   |
| Luquisha Lubamba | Mega-Fóno           | Britney Spears   |

Giudici ospiti della puntata sono Gianmarco Saurino e Fabio Mollo. Il tema della sfilata è Grandi Dive, dove le concorrenti devono presentare un abito ispirato ad una diva italiana o internazionale. Priscilla dichiara Divinity, Ava, Farida e Elecktra salve, e lascia le altre concorrenti sul palco per le critiche. Le Riche e Ivana Vamp sono le peggiori, mentre Enorma Jean è la migliore della puntata.
- L'eliminazione: Le Riche e Ivana Vamp vengono chiamate ad esibirsi con la canzone Comprami di Viola Valentino. Le Riche si salva, mentre Ivana Vamp viene eliminata dalla competizione.

### Episodio 3 -Raffaella, una di noi
Il terzo episodio si apre con le concorrenti che rientrano nell'atelier dopo l'eliminazione di Ivana, con Le Riche sorpresa di aver vinto il lipsync, data la fama di Ivana nel playback, mentre alcune sono convinte che Luquisha avrebbe dovuto essere tra le peggiori.
- La mini sfida: le concorrenti devono completare un puzzle raffigurante un look iconico di Raffaella Carrà, riconoscendo il tema assegnato e pescando i pezzi di puzzle all'interno di una piccola piscina gonfiabile. La vincitrice della mini sfida è Elecktra Bionic.
- La sfida principale: Priscilla annuncia che le concorrenti devono esibirsi nel nuovo musical Raffaella Carrà: Il Rusical, composto appositamente da Stefano Magnanensi. Questo musical è dedicato alla vita di Raffaella Carrà, alla sua evoluzione musicale e a quella dei suoi look. Ad ogni concorrente viene data un'epoca diversa della vita della soubrette. Prima dell'inizio delle prove, le concorrenti ricevono un video-messaggio in diretta con Tiziano Ferro, che offre loro consigli su come divertirsi in un musical e parla del contributo che Raffaella Carrà ha offerto all'Italia e alla comunità LGBTQI+. Poco dopo, le concorrenti raggiungono Priscilla e Stefano Magnanensi che le aiuteranno con l'organizzazione della coreografia e della registrazione del pezzo dello spettacolo. Durante l'organizzazione, Divinity ed Elecktra hanno molte difficoltà con l'intonazione vocale, mentre Farida riceve complimenti per le sue doti di ballerina.

| Concorrente      | Epoca di Raffaella Carrà |
| ---------------- | ------------------------ |
| Ava Hangar       | Epoca "Tuca tuca"        |
| Enorma Jean      | Epoca "Tuca tuca"        |
| Divinity         | Epoca "Innamorata"       |
| Le Riche         | Epoca "Innamorata"       |
| Elecktra Bionic  | Epoca "Tanti auguri"     |
| Luquisha Lubamba | Epoca "Tanti auguri"     |
| Farida Kant      | Epoca "Pedro"            |
| Tutto il cast    | Epoca "Ballo ballo"      |

Giudici ospiti della puntata sono Vladimir Luxuria e Nick Cerioni. Il tema della sfilata è Che Carrà Sei?, dove le concorrenti devono sfoggiare un abito che rispecchi un look iconico di Raffaella Carrà. Dopo la sfilata e le critiche dei giudici, Priscilla dichiara Le Riche e Ava Hangar le peggiori, mentre Divinity è la migliore della puntata.
- L'eliminazione: Le Riche e Ava Hangar vengono chiamate ad esibirsi con la canzone Fiesta di Raffaella Carrà. Priscilla annuncia poi che, viste le ottime performance e nello spirito inclusivo di Raffaella, nessuna verrà eliminata: sia Le Riche sia Ava Hangar sono pertanto salve.

### Episodio 4 -Snatch Game! Tutto può succedere
Il quarto episodio si apre riperdendo gli eventi dietro le quinte di Untucked, dove Ava si sente incompresa ed è molto contrariata per le critiche ricevute, mentre Enorma, provocata da commenti astiosi delle altre, sbotta contro le colleghe e contro la produzione.
- La mini sfida: le concorrenti devono realizzare un trucco completo totalmente al buio in 10 minuti. Al termine del tempo mostreranno il risultato a Michele Magani, senior artist della MAC Cosmetics. La vincitrice della mini sfida è Elecktra Bionic.
- La sfida principale: per la sfida principale, le concorrenti prendono parte allo Snatch Game, una parodia dello show statunitense Match Game in cui ciascuna deve partecipare impersonando una celebrità, con lo scopo di essere il più divertenti possibili. Priscilla e Chiara Francini sono i "partecipanti" del gioco. Vincenzo De Lucia, storico imitatore di Maria De Filippi e Barbara D'Urso, aiuta nell'atelier le concorrenti a prendere confidenza nell'impersonazione, poi partecipa allo Snatch Game supervisionando nella parte di Barbara D'Urso. Le celebrità scelte dalle concorrenti sono state:

| Concorrente      | Celebrità impersonata  |
| ---------------- | ---------------------- |
| Ava Hangar       | Alice ed Ellen Kessler |
| Divinity         | Belén Rodríguez        |
| Elecktra Bionic  | Francesca Cipriani     |
| Enorma Jean      | Rita Levi-Montalcini   |
| Farida Kant      | Alessandra Celentano   |
| Le Riche         | Valeria Marini         |
| Luquisha Lubamba | Elettra Lamborghini    |

Giudici ospiti della puntata sono Donatella Rettore e Giancarlo Commare. Prima della sfilata, Priscilla richiama sul palco Ava ed Enorma per chiarire il corso degli eventi avvenuti nel precedente Untucked. Entrambe vengono punite per il loro comportamento, e vengono chiamate a sfidarsi in un'esibizione di playback per dimostrare la loro volontà di restare.
- La squalifica: Enorma Jean e Ava Hangar vengono chiamate ad esibirsi con la canzone Champion di RuPaul. Ava Hangar si salva, mentre Enorma Jean viene esclusa dalla competizione.

Il tema della sfilata è I favolosi anni '80, dove le concorrenti devono sfoggiare un abito ispirato alla moda di quegli anni. Dopo la sfilata e le critiche dei giudici, Priscilla dichiara Divinity e Ava Hangar le peggiori, mentre Le Riche è la migliore della puntata.
- L'eliminazione: Divinity e Ava Hangar vengono chiamate ad esibirsi con la canzone Kobra di Donatella Rettore. Ava Hangar si salva, mentre Divinity viene eliminata dalla competizione.

### Episodio 5 -Il giorno più bello
Il quinto episodio si apre con le concorrenti che rientrano nell'atelier dopo la squalifica di Enorma e dell'eliminazione di Divinity, felici di essere le ultime cinque rimaste. Intanto si discute su chi potrebbe essere la prossima eliminata e su chi riuscirà ad accedere alla finale. 
- La mini sfida: le concorrenti devono giocare al gioco dello Scarabeo, creando la parola più lunga con le lettere presenti sugli slip della Pit Crew. La vincitrice della mini sfida è Ava Hangar.
- La sfida principale: per la sfida principale, Priscilla annuncia che le concorrenti devono fare un make-over, cioè truccare e preparare un loro familiare o amico per farli diventare simili in drag. Mentre le concorrenti e i conoscenti si preparano per la sfida, li raggiunge nuovamente Priscilla, che dà aiuto e parla del supporto dei conoscenti nei confronti delle concorrenti.

| Concorrente      | Vero nome del conoscente | Parentela |
| ---------------- | ------------------------ | --------- |
| Ava Hangar       | Mattia                   | Amico     |
| Elecktra Bionic  | Luciana                  | Amica     |
| Farida Kant      | Yuri                     | Compagno  |
| Le Riche         | Vincenzo                 | Amico     |
| Luquisha Lubamba | Jacopo                   | Compagno  |

Giudici ospiti della puntata sono Enzo Miccio e Coco Rebecca Edogamhe. Il tema della sfilata è Viva la sposa!, dove le concorrenti e i loro conoscenti devono sfoggiare due abiti che rappresentano rispettivamente una sposa e la sua damigella d'onore. Durante i giudizi viene chiesto ai conoscenti perché la loro "sorella" drag merita di vincere la competizione. Dopo la sfilata e le critiche dei giudici, Priscilla dichiara Ava Hangar e Luquisha Lubamba le peggiori della puntata, mentre Farida Kant è la migliore della puntata ed accede alla finale, Elecktra Bionic e Le Riche si salvano e accedono alla finale.
- L’eliminazione: Ava Hangar e Luquisha Lubamba vengono chiamate a esibirsi con la canzone Cicale di Heather Parisi. Luquisha Lubamba si salva e accede alla finale, mentre Ava Hangar viene eliminata dalla competizione.

### Episodio 6 -Gran Finale
Il sesto ed ultimo episodio di quest'edizione si apre con le concorrenti che, dopo l'annuncio delle quattro finaliste, discutono nell'atelier su chi riuscirà a vincere l'edizione e su chi sarà proclamata la prima Drag Superstar italiana.
- La mini sfida: le concorrenti devono "leggersi" a vicenda, ovvero dirsi qualcosa di cattivo a vicenda in maniera scherzosa e divertente. La vincitrice è Elecktra Bionic.

- La sfida principale: per l'ultima prova, prima di incoronare la vincitrice di quest'edizione, le concorrenti devono comporre una strofa, cantare ed esibirsi sulla canzone di RuPaul, A Little Bit of Love e, successivamente, dovranno prendere parte a un'intervista con Chiara Francini.

Per la coreografia, le concorrenti hanno come istruttore Andrea Attila Felice. Durante le prove, Luquisha e Le Riche hanno problemi con la coreografia da solista. Per la coreografia di gruppo vengono anche invitate tutte le concorrenti precedentemente eliminate. Nel frattempo una a una le concorrenti prendono parte all'intervista, dove Chiara Francini pone domande sulla loro esperienza in questa edizione di Drag Race Italia.
I giudici della puntata sono: Priscilla, Chiara Francini, Tommaso Zorzi e Ambra Angiolini, in qualità di giudice ospite. Il tema della sfilata è Eleganza Extravaganza, dove le concorrenti devono sfilare con il loro abito migliore.
Dopo le critiche, le finaliste tornano nell'atelier dove ad aspettarle ci sono tutte le concorrenti dell'edizione, dove discutono dell'esperienza vissuta nello show. Prima di comunicare il giudizio, tutte le concorrenti sfilano sulla passerella. Viene poi eletta la prima Miss Drag Simpatia che, a differenza della versione statunitense, è stata selezionata dallo sponsor Wella. A vincere il titolo è stata Luquisha Lubamba.
Dopo l'ultima sfilata, Priscilla comunica che le tre finaliste che accedono alla finalissima sono Farida Kant, Elecktra Bionic e Le Riche, mentre Luquisha Lubamba viene eliminata dalla competizione. Farida Kant, Elecktra Bionic e Le Riche si esibiscono in playback sulla canzone Non sono una signora di Loredana Bertè. Dopo l'esibizione, Priscilla dichiara Elecktra Bionic vincitrice della prima edizione di Drag Race Italia.

## Ascolti
Dopo una prima trasmissione sulla piattaforma streaming Discovery+ nel 2021, dal 9 gennaio al 13 febbraio 2022 la serie è stata trasmessa in prima serata sul canale Real Time. La prima puntata è stata trasmessa in simulcast anche su NOVE.
I seguenti ascolti sono riferiti alla trasmissione sulla sola rete televisiva Real Time.
| Puntata | Messa in onda    | Telespettatori | Share |
| ------- | ---------------- | -------------- | ----- |
| 1       | 9 gennaio 2022   | 353 000        | 1,50% |
| 2       | 16 gennaio 2022  | 284 000        | 1,20% |
| 3       | 23 gennaio 2022  | 280 000        | 1,10% |
| 4       | 30 gennaio 2022  | 332 000        | 1,40% |
| 5       | 6 febbraio 2022  | 294 000        | 1,20% |
| 6       | 13 febbraio 2022 | 277 000        | 1,20% |
| Media   | Media            | 303 000        | 1,30% |